# Ille-sur-Têt
Ille-sur-Têt är en kommun i departementet Pyrénées-Orientales i regionen Occitanien i södra Frankrike. Kommunen ligger i kantonen Vinça som tillhör arrondissementet Prades. År 2022 hade Ille-sur-Têt 5 546 invånare.

## Befolkningsutveckling
Antalet invånare i kommunen Ille-sur-Têt
| Referens: INSEE |